# Thelepogon
Thelepogon es un género de plantas herbáceas de la familia de las gramíneas o poáceas. Es originario de África tropical y Asia.

## Etimología
El nombre del género deriva de las palabras griegas haumastov (maravilloso) y chloé (hierba). 

## Especies
- Thelepogon australiensis
- Thelepogon elegans
- Thelepogon sanguinea
- Thelepogon sanguineus